# Alnus acuminata
Alnus acuminata Kunth – gatunek drzewa należący do rodziny brzozowatych. Zasiedla pospolicie górskie lasy deszczowe i lasy mgliste w Argentynie, Boliwii, Peru, Ekwadorze, Panamie, Kostaryce, Gwatemali i Meksyku. Dawniej rósł powszechnie również w suchszych dolinach śródandyjskich, ale stał się tam rzadki z powodu znacznego przekształcenia tych ekosystemów. W miejscach występowania jest ważnym źródłem opału oraz drewna budowlanego. Dobrze regeneruje się za pomocą odrostów.

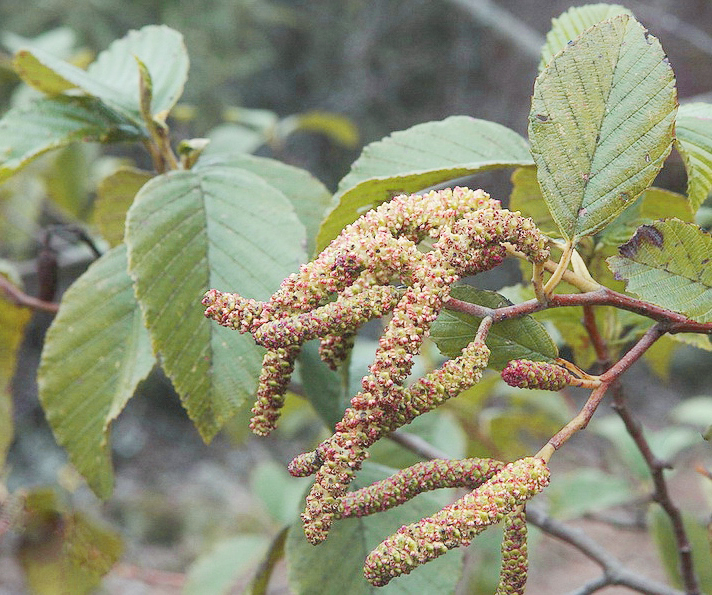
Kwiatostany i liście